# (34696) Risoldi
(34696) Risoldi est un astéroïde de la ceinture principale.

## Description
(34696) Risoldi est un astéroïde de la ceinture principale. Il fut découvert le 21 juillet 2001 à San Marcello Pistoiese par Andrea Boattini et Maura Tombelli. Il présente une orbite caractérisée par un demi-grand axe de 2,54 UA, une excentricité de 0,13 et une inclinaison de 13,4° par rapport à l'écliptique.

## Compléments